# Suché mazivo
Suchá maziva nebo pevná maziva jsou mazivové materiály, které, přestože jsou v pevné fázi (v pevném skupenství), jsou schopny snížit tření mezi dvěma povrchy, které se vůči sobě posouvají bez potřeby kapalného olejového média.
Dvě hlavní suchá maziva jsou grafit a disulfid molybdeničitý. Umožňují mazání při vyšších teplotách než kapalná a olejová maziva. Suchá maziva se často používají v aplikacích jako jsou zámky nebo ložiska. Takové materiály mohou odolávat teplotám až 350 °C v oxidujících prostředích a ještě vyšším teplotám v redukujících / neoxidujících prostředích (sulfid molybdeničitý až 1 100 °C). Vlastnosti většiny suchých maziv s nízkým třením jsou připisovány vrstvené struktuře na molekulární úrovni se slabou vazbou mezi vrstvami. Tyto vrstvy jsou schopny klouzat vůči sobě navzájem s minimálním působením síly, což jim dává jejich lubrikační vlastnosti.
Samotná vrstvená krystalová struktura však pro mazání nutně nestačí. Využívají se také některé pevné látky s nelamelárními strukturami, které v někde fungují jako výborná suchá maziva. Patří sem určité měkké kovy (indium, olovo, stříbro, cín), polytetrafluorethylen (PTFE), některé pevné oxidy, fluoridy vzácných zemin a dokonce i diamant.
Čtyři nejčastěji používaná tuhá maziva jsou:
1. Grafit. Používá se v kompresorech, potravinářství, železničních kolejových spojích, mosazných nástrojových ventilech, klavírech, otevřených převodovkách, kuličkových ložiskách, dílenských činnostech atd. Běžně se využívá pro mazání zámků, jelikož tekuté mazivo dovoluje zachytávání částic v mechanismu, což působí problémy. Často se používá k mazání vnitřních pohyblivých částí střelných zbraní v písčitém prostředí.
2. Disulfid molybdenu (MoS2). Používá se v mechanických kloubech a kosmických vozidlech.[2] Maže i ve vakuu.
3. Hexagonální nitrid boru. Používá se ve vesmírných vozidlech. Také se nazývá „bílý grafit“.
4. Sulfid wolframu. Má podobné použití jako disulfid molybdeničitý, ale kvůli své nákladnosti se používá jen u některých ložisek.

Grafit a disulfid molybdeničitý jsou převládajícími materiály používanými jako suchá maziva.

## Vztah struktura-funkce
Lubricita mnoha pevných látek je dána lamelární strukturou. Lamely se orientují rovnoběžně s povrchem ve směru pohybu a snadno klouzají přes sebe, což má za následek nízké tření a zabraňuje kontaktu mezi kluznými komponenty i při vysokém zatížení. Velké částice fungují nejlépe na drsném povrchu při nízké rychlosti, jemnější částice na hladším povrchu a při vyšších rychlostech. Tyto materiály mohou být přidány ve formě suchého prášku do tekutých lubrikantů za účelem modifikace nebo zlepšení jejich vlastností.
Další složky, které jsou užitečnými pevnými lubrikanty, zahrnují nitrid boritý, polytetrafluorethylen, fluorid vápenatý, fluorid cerný a disulfid wolframu.

## Aplikace
Tuhá maziva se používají v podmínkách, kdy jsou běžná maziva nedostatečná, jako například:
- Vratný pohyb. Typickou aplikací je kluzný nebo vratný pohyb, který vyžaduje mazání, aby se minimalizovalo opotřebení, například při mazání ozubených kol a řetězů. Tekutá maziva se vytlačí, zatímco tuhá maziva neunikají, což zabraňuje přehřátí, korozi a zadření.
- Keramika. Další použití je pro případy, kde nebyly nalezeny chemicky aktivní mazací přísady pro konkrétní povrch, jako jsou polymery a keramika.
- Vysoká teplota. Grafit a MoS2 působí jako maziva při vysoké teplotě a v prostředí oxidační atmosféry, kde kapalná maziva obvykle neodolají. Typické použití zahrnuje spojovací prvky, které se po dlouhém pobytu při vysokých teplotách snadno dotáhnou a odšroubují.
- Extrémní kontaktní tlaky. Lamelární struktura směřuje lamely rovnoběžně s kluznou plochou, což vede k vysokému zatížení ložiska v kombinaci s nízkým smykovým třením . Většina látek při výrobě kovů, které využívají deformaci, používá tuhá maziva.

### Grafit
Grafit je strukturálně složen z rovin polycyklicky spojených atomů uhlíku, které jsou orientovány hexagonálně. Vzdálenost atomů uhlíku mezi rovinami je delší v jedné vrstvě, a proto je vazba slabší. Vrstvy mezi sebou drží pouze slabé Van der Waalsovy síly.
Grafit je nejvhodnější pro mazání na vzduchu. Vodní pára je nezbytnou součástí mazání grafitu. Adsorpce vody snižuje energii mezi hexagonálními rovinami grafitu na nižší úroveň, než je adhezní energie mezi substrátem a grafitem. Protože vodní pára je požadavkem na mazání, není grafit použitelný ve vakuu. Protože je elektricky vodivý, může grafit podporovat galvanickou korozi . V oxidační atmosféře je grafit účinný při vysokých teplotách až do 450 °C nepřetržitě, nárazově pak vydrží při mnohem vyšších teplotách.
Grafit lze rozdělit na dvě skupiny: přírodní a syntetický.
- Syntetický grafit je vysokoteplotní slinutý produkt a vyznačuje se vysokou čistotou uhlíku (99,5–99,9%). Syntetický grafit primárního stupně se blíží kvalitě lubrikace přírodního grafitu.
- Přírodní grafit se těží. Kvalita přírodního grafitu se liší v důsledku kvality rudy a jejího následného zpracování. Konečný produkt je grafit s obsahem uhlíku (vysoce kvalitní grafit 96-98% uhlíku), síry, SiO2 a popela. Čím vyšší je obsah uhlíku a stupeň grafitizace, tím lepší je lubricita a odolnost vůči oxidaci.

Pro užití, kde je zapotřebí pouze malá lubricita a je vyžadován tepelně izolační povlak, by byl zvolen amorfní grafit (80% uhlíku).

### Sulfid molybdeničitý
MoS2 se těží z ložisek bohatých na sulfidy a rafinuje se, aby se dosáhlo čistoty vhodné pro maziva. Podobně jako grafit má MoS2 hexagonální krystalovou strukturu. Mazací účinek MoS2 často převyšuje výkon grafitu a je účinný i ve vakuu, zatímco grafit není. Teplotní omezení MoS2 při 400 °C je omezeno oxidací. Velikost částic a tloušťka filmu jsou důležité parametry, které by měly odpovídat drsnosti povrchu substrátu. Velké částice mohou mít za následek nadměrné opotřebení způsobené nečistotami v MoS2 a malé částice mohou vést k urychlené oxidaci.

### Nitrid boru
Hexagonální nitrid boritý je keramické práškové mazivo. Jeho nejzajímavější vlastností je vysoká teplotní odolnost - provozní teplota 1200 °C v oxidační atmosféře. Kromě toho má nitrid boritý vysokou tepelnou vodivost. (Kubický nitrid boru je velmi tvrdý a používá se pro výrobu brusných a řezných nástrojů).

### Polytetrafluorethylen
Polytetrafluorethylen (PTFE) je široce používán jako přísada do mazacích olejů a tuků. Na rozdíl od ostatních tuhých maziv nemá PTFE vrstvenou strukturu. Makro molekuly PTFE snadno klouzají po sobě, podobně jako lamelární struktury. PTFE vykazuje jeden z nejmenších koeficientů statického a dynamického tření, až 0,04. Provozní teploty jsou omezeny na asi 260   °C.

## Metody aplikace

### Stříkání / máčení / kartáčování
Nejčastěji se používá disperze pevného maziva jako přísady v oleji, vodě nebo mazivu. Po odpaření rozpouštědla povlak vytvrzuje při teplotě místnosti za vzniku pevného maziva. Pasty jsou maziva obsahující vysoké procento tuhých maziv používaných pro montáž a mazání vysoce zatížených, pomalu se pohybujících částí. Černé pasty obvykle obsahují MoS2. Pro vysoké teploty nad 500 °C jsou pasty složeny z kovových prášků k ochraně kovových částí před oxidací nezbytnou k usnadnění demontáže závitových spojů a dalších sestav.

### Prášky
Omílání suchým práškem je efektivní způsob aplikace. Vazba může být zlepšena předchozím fosfátováním substrátu. Použití prášků má svá omezení, protože adheze pevných částic k substrátu je obvykle nedostatečná pro zajištění jakékoli životnosti v nepřetržitých aplikacích. Pro zlepšení podmínek záběhu nebo v procesech utváření kovů však může postačovat krátké trvání zlepšených podmínek sníženého tření.

### Antikorozní nátěry
Proti třecí povlaky jsou „mazací barvy“ sestávající z jemných částic mazacích pigmentů, jako je sulfid molybdeničitý, PTFE nebo grafit, smíchané s pojivem. Po aplikaci a správném vytvrzení se tato „kluzká“ nebo suchá maziva vážou na kovový povrch a vytvářejí tmavě šedý pevný film. Mnoho maziv na suchý film obsahuje speciální inhibitory koroze, které nabízejí mimořádnou ochranu proti korozi. Většina fólií s dlouhou životností je lepeného typu, ale stále je omezena na aplikace, kde posuvné vzdálenosti nejsou příliš dlouhé. Povlaky se používají tam, kde je problémem tření a zadírání (jako jsou drážky, univerzální klouby a klínová ložiska), kde provozní tlaky překračují únosnost běžných olejů a tuků, kde je žádoucí hladký chod (píst, vačkový hřídel), tam, kde je žádoucí čistý provoz (nátěry neshromažďují nečistoty a zbytky, jako jsou tuky a oleje), a kde mohou být díly skladovány po dlouhou dobu.

### Kompozity
Samomazné kompozity: Tuhá maziva, jako je PTFE, grafit, MoS2 a některé další přísady proti tření a opotřebení, se často skládají do polymerů a všech druhů slinovaných materiálů. Například MoS2 je složen z materiálů pro pouzdra ložisek, O-kroužky z elastomerů, uhlíkové kartáče atd. Tuhá maziva jsou smíchána v plastech za vzniku "samomazného" nebo "vnitřně mazaného" termoplastického kompozitu. Například částice PTFE zamíchané v plastu vytvářejí PTFE film přes protilehlou plochu, což vede ke snížení tření a opotřebení. MoS2 v nylonu snižuje opotřebení, tření a přilnavost. Primární použití grafitem mazaných termoplastů je v aplikacích pracujících ve vodném prostředí.